# Rui Bandeira

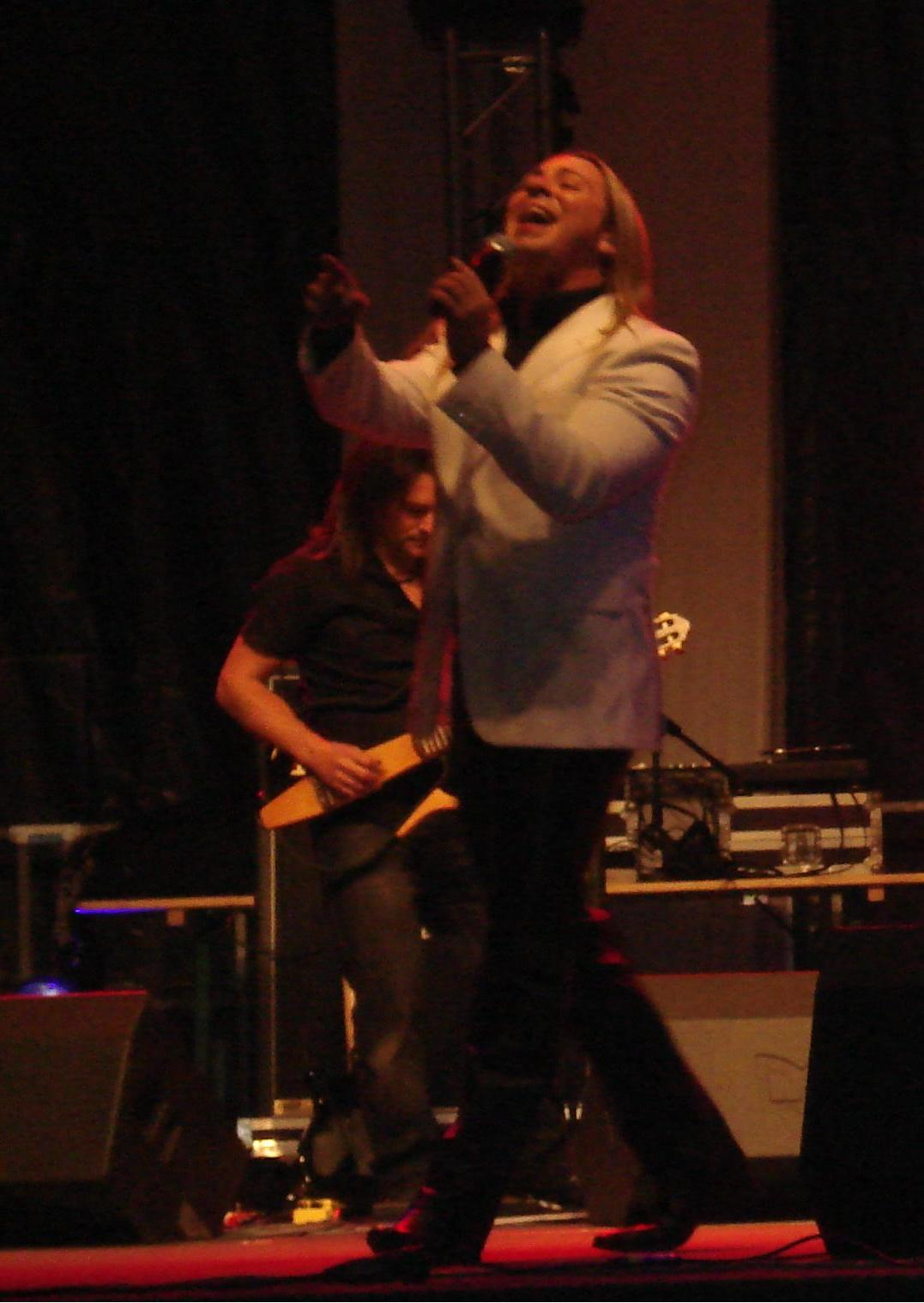
Rui Bandeira (2009)

Rui Bandeira (eigentl.: Rui Pedro Neto de Melo Bandeira, * 25. Juli 1973 in Nampula, Mosambik) ist ein portugiesischer Popsänger.

## Leben und Wirken
Als Gewinner des Festival da Canção 1999 durfte er Portugal beim Eurovision Song Contest 1999 in Jerusalem vertreten. Mit Como tudo começou (dt.: Wie alles begann) landete er auf Platz 21 von 23 Teilnehmern. Dennoch bedeutete die Teilnahme seinen Durchbruch im portugiesischen Musikgeschäft. Es erschienen regelmäßig neue Alben, bis 2019 über 15, zwei davon konnten sich in den portugiesischen Album-Charts platzieren.
Seine Tochter, Bárbara Bandeira (* 2001), ist ebenfalls Sängerin und veröffentlichte 2018 ihr erstes Album, Cartas, das Platz eins der portugiesischen Charts erreichte. Sie wurde außerdem mit dem Newcomer-Preis beim Preis Globo de Ouro ausgezeichnet.

## Diskografie
Alben (Auswahl)
- 1999: Como tudo começou
- 2000: Mais
- 2001: Magia do amor
- 2004: Destino
- 2005: Duas vidas
- 2006: Só Deus sabe
- 2009: O nosso amor
- 2010: Um dia vais voltar
- 2012: Chegou a hora
- 2019: 20 anos de canções